# Nhạc Lộc
Nhạc Lộc (chữ Hán giản thể:岳麓区, Hán Việt: Nhạc Lộc khu) là một quận thuộc địa cấp thị Trường Sa, tỉnh Hồ Nam, Cộng hòa Nhân dân Trung Hoa. Quận này có diện tích 552 km2, dân số 802,000 người (2012). Quận này được chia ra các đơn vị hành chính gồm 15 nhai đạo và 2 trấn. Nhạc Lộc nằm ở phía tây của trung tâm thành phố Trường Sa. Quận này được thành lập ngày 22/4/1996. Chính quyền quận đóng tại Đường Kim Tinh.
- Nhai đạo: Nhạc Lộc, Cát Tử Châu, Vọng Nguyệt Hồ, Ngân Bồn Lãnh, Quan Sa Lãnh, Tây Hồ, Vọng Thành Pha, Vọng Nhạc, Hàm Gia Hồ, Mai Khê Hồ, Thiên Đỉnh, Bình Đường, Dương Hồ, Hàm Phố, Học Sĩ
- Trấn: Liên Hoa, Vũ Sưởng Bình